# Mitología báltica

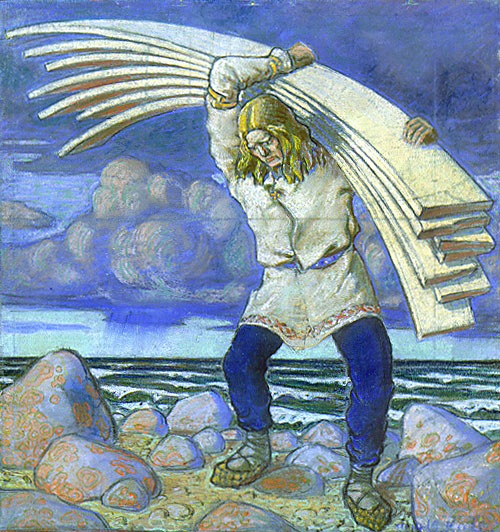
Ilustración basada en el Kalevipoeg, una obra fundamental para entender la mitología de Estonia.

La mitología báltica es el conjunto de creencias y ritos de los bálticos que se origina a la prehistoria (derivada de la religión protoindoeuropea) y continúa, mezclándose y asimilándose con el cristianismo, hasta el inicio de la Edad Moderna. Las fuentes para su conocimiento son indirectas: supervivencia de cánticos y fiestas al folclore popular, las crónicas de los misioneros, los restos arqueológicos y las crónicas de pueblos vecinos, como por ejemplo los germánicos y rusos, historias del folklore, estudios etimológicos y la mitología comparada.
Las divinidades del panteón báltico se pueden dividir en tres ramas, que representan la expansión y la extensión geográfica de los pueblos bálticos desde su origen hasta la Edad Media. Así, existen divinidades prusianas, lituanas y letonas. Muchas de ellas son variantes locales de la misma figura pero existen dioses específicos de cada pueblo. 
La mitología báltica destaca por el papel otorgado a los animales y otros elementos naturales en su adoración, puesto que las figuras del entorno aparecen divinizadas y se los rinde culto a través de sacrificios, monumentos y festivales. El fuego ocupaba un rol fundamental como agente de cambio, de muerte y de vida y por eso quemaba de forma permanente a los templos antiguos bálticos. 
Dievas es el dios del cielo brillante. Es el dios principal sobre el cual hay divinidades menores.
Su cosmología consiste en un árbol cósmico, coronado por símbolos del cosmos y que tiene el tronco vigilado por caballos y serpientes.
Según estas religiones, cuando un ser humano muere, sobreviven el vele (que viaja a la región de los muertos) y el siela (principio vital que permanece en la región de los vivos y se reanima en animales o plantas).